# Denis Juskov
Denis Igorevič Juskov (rusky Денис Игоревич Юсков; * 11. října 1989 Moskva, Ruská SFSR) je ruský rychlobruslař.

## Sportovní kariéra
V listopadu 2006 debutoval v seniorských závodech, když v divizi B nastoupil na trati 1500 m v rámci mítinku Světového poháru. Na začátku roku 2007 startoval na Mistrovství světa juniorů (11. místo). V následujících letech se kromě několika startů ve Světovém poháru objevoval pouze na ruských závodech. V únoru 2008, když mu bylo devatenáct let, byl pozitivně testován na marihuanu a dostal čtyřměsíční a poté čtyřletý zákaz startu. Na tři roky přerušil trénink s reprezentačním týmem a připravoval se individuálně.
Na mezinárodní scéně pravidelně nastupuje od roku 2011, byl osmý na Mistrovství Evropy 2012, na Mistrovství světa na jednotlivých tratích 2012 dojel na šesté (1500 m) a sedmé (5000 m) příčce a s ruským týmem získal bronzovou medaili ve stíhacím závodě družstev. V sezóně 2012/2013 byl na evropském šampionátu třináctý, na světovém vícebojařském mistrovství desátý. Největšího dosavadního úspěchu své kariéry dosáhl na Mistrovství světa na jednotlivých tratích 2013, když vyhrál závod na 1500 m.
Startoval na Zimních olympijských hrách 2014, kde pětikilometrovou distanci dokončil na 6. místě, v závodě na 1000 m byl sedmnáctý, na trati 1500 m čtvrtý a ve stíhacím závodě družstev skončil s ruským týmem šestý. Z vícebojařského světového šampionátu 2014 si přivezl bronzovou medaili; tentýž cenný kov získal také na Mistrovství Evropy 2015. Na MS 2015 vybojoval zlatou medaili v závodě na 1500 m, na následujícím Mistrovství světa ve víceboji si dobruslil pro stříbro. Na světovém šampionátu 2016 již podruhé obhájil prvenství na distanci 1500 m, navíc přidal stříbro v kilometrovém závodě. V sezóně 2015/2016 zvítězil v celkovém hodnocení Světového poháru v závodech na 1500 m. Z MS 2017 si přivezl stříbro z tratě 1500 m. Na Mistrovství Evropy 2018 vyhrál závod na 1500 m a týmový sprint, na kilometrové distanci si dobruslil pro stříbro. V sezóně 2017/2018 podruhé zvítězil v celkové klasifikaci Světového poháru v závodech na 1500 m. Na Mistrovství světa na jednotlivých tratích 2019 získal bronz v závodě na 1500 m. V sezóně 2018/2019 potřetí zvítězil v celkovém hodnocení Světového poháru v závodech na 1500 m. Na ME 2020 získal stříbrnou medaili na trati 1500 m a ve stíhacím závodě družstev a bronz na distanci 5000 m.